# Tomopagurus merimaculosus
Tomopagurus merimaculosus is een tienpotigensoort uit de familie van de Paguridae. De wetenschappelijke naam van de soort is voor het eerst geldig gepubliceerd in 1937 door Glassell.